# Život na Marsu

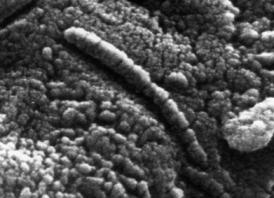
Detail výbrusu meteoritu ALH 84001, kde se podle některých výzkumů nachází pozůstatky po „jednoduchém životě“

Život na Marsu je v současnosti předmětem vědeckých hypotéz, které se zaobírají existencí mimozemského života na Marsu – na jeho povrchu či pod ním –, a to jak v minulosti a nebo potenciálně i v současnosti. Zároveň se pod pojem život na Marsu dá zahrnout i potenciální lidské osídlení Marsu, či přímo jeho teoretická přeměna na planetu podobnou Zemi.
Vědecká obec je rozpolcená a otázka, jestli na Marsu život někdy existoval či dosud existuje, zůstává zatím bez odpovědi. Otázka samotná nabývá značného filosofického rozměru, jelikož pokud by došlo k objevení života na Marsu, znamenalo by to značnou revizi pohledu na život ve vesmíru. Život na dvou planetách ve sluneční soustavě by znamenal, že život je mnohem rozšířenější, než se nyní obecně soudí.
Do současnosti bylo hledání života na Marsu neúspěšné a nepřineslo žádný jednoznačný důkaz, který by život zcela jasně potvrdil.
Poznání historie Marsu nasvědčuje, že se po jeho vzniku na povrchu nacházela hustá atmosféra a kapalná voda, která možná tvořila i celoplanetární oceán pokrývající převážnou část severní polokoule. Dle současné teorie o vzniku života tím byla splněna základní podmínka, která mohla vytvořit obyvatelnou zónu na povrchu a umožnit tak vznik primitivního života. Na druhou stranu proti vzniku života hovoří fakt, že tyto příznivé podmínky trvaly pouze dočasně, v současnosti je téměř všechna voda na Marsu zmrzlá a planeta se nachází mimo obyvatelnou zónu Slunce. Předpokládá se, že by pro případný vznik života musely být k dispozici jiné energetické zdroje než energie Slunce (např. vulkanismus).
Slabá magnetosféra a extrémně tenká atmosféra, veliké výkyvy teplot, ukončení současné vulkanické činnosti a bombardování povrchu meteory nedávají v současnosti příliš mnoho nadějí, že by život (pokud se vyvinul) mohl přežít do dnešních dní, i když vědci na Zemi jsou neustále překvapování podmínkami, za kterých může život přežívat (radioaktivita, život v naprosté temnotě, život bez dýchatelného kyslíku, atd.).
Pro potvrzení či vyvrácení teorie o životě na Marsu chybí zatím jasné důkazy. Existují sice některé náznaky, které nasvědčují, že na Marsu život možná byl, jako například struktury připomínající pozůstatky činnosti organismů v meteoritu ALH84001. Na povrchu planety provedlo několik sond (např. Viking) experimenty, které měly objevit důkazy života, ale tyto pokusy nepřinesly žádný důkaz potvrzující život na planetě nyní ani v minulosti.
Pro nebezpečí zavlečení pozemského života na Mars jsou sondy určené pro přistání na Marsu pečlivě sterilizovány (i když na začátku výzkumu nebyly všechny sondy sterilizovány příliš pečlivě). Na jasnou odpověď, jestli na planetě skutečně vznikl život anebo jestli se jedná pouze o vědeckou fikci, je potřeba počkat, dokud nebude pečlivě prostudována větší část povrchu planety.

## Původní představy

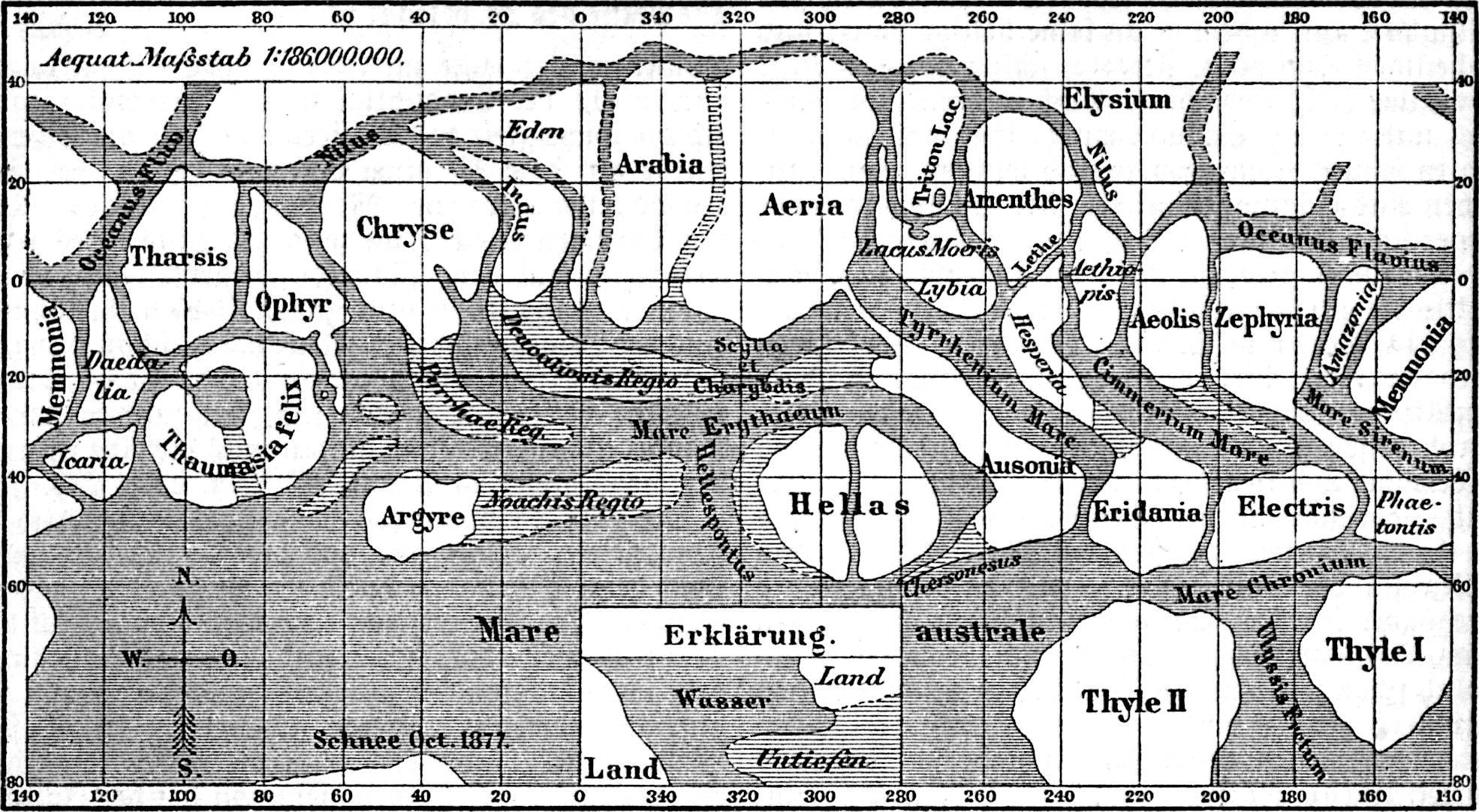
Neexistující kanály, jak je viděl Giovanni Schiaparelli

Již v polovině 17. století byly na Marsu pozorovány polární čepičky, u kterých bylo pozorováno jejich zvětšování a zmenšování v závislosti na ročním období. Později, v 18. století, se na základě pozorování Williama Herschela začalo předpokládat, že podobně jako na Zemi i zde dochází ke střídání léta a zimy. V polovině 19. století přišli astronomové se závěry, že Mars má i další podobné vlastnosti jako Země (například velmi podobnou délku marsovského dne, či sklon rotační osy umožňující střídání ročních období, ale s delší oběžnou dobou, která je přibližně dvakrát delší než ta pozemská). Z pozorování se začalo usuzovat, že je možný výskyt tekuté vody na povrchu Marsu a že tmavší albedové oblasti by mohly být moře, či oceány.
V roce 1854 předložil William Whewell teorii, že se na Marsu nacházejí moře, země a pravděpodobně i mimozemský život. Hlavní zájem o marťanský život započal na konci 19. století, následovaný teleskopickými pozorováními objevujícími Marsovské kanály prvně pozorovanými italským astronomem Giovannim Schiaparelliem v roce 1877 (sice se později prokázalo, že se jedná o pouhý optický klam, ale víra v jejich existenci přežívala až do dob prvních planetárních sond k Marsu). Na základě pozorování domnělých kanálu vydal v roce 1895 americký astronom Percival Lowell knihu „Mars“ a později v roce 1906 Mars and its Canals či v roce 1910 Mars As the Abode of Life. V knihách rozvijel teorii, že kanály jsou dílem staré rasy inteligentních Marťanů, kteří se snaží s jejich pomocí přivádět vodu z oblastí pólů do vysychajících oblastí v okolí rovníku.
V roce 1894 začal americký astronom William Wallace Campbell provádět spektroskopické analýzy atmosféry Marsu, které prokázaly, že atmosféra neobsahuje žádnou vodní páru a ani kyslík. V roce 1909 se Mars nacházel v nejlepší pozorovací pozici vůči Zemi od roku 1877, což díky využití dokonalejších teleskopů znamenalo jasné důkazy, že kanály na Marsu ve skutečnosti neexistují a že se jednalo o optický klam. Definitivní pád této teorie přinesla první globální mapa planety pořízená sondou Mariner 9 v roce 1972.

### Inspirace v umění
Teorie o životě na Marsu inspirovaly řadu uměleckých děl, které si za námět braly především útoky Marťanů na Zemi. Mezi nejznámější patří sci-fi dílo Válka světů od H. G. Wellse vydané v roce 1897 pro příběh pojednávající o marťanské invazi na Zem unikající z umírajícího Marsu a válce s lidmi. Mezi filmy s tímto námětem patří např. americký film z roku 1996 Mars attacs! (Mars útočí!).

## Průzkum pomocí sond v minulosti

### Mariner 4
Fotografie pořízené sondou Mariner 4 v roce 1965 přinesly záběry ukazující Mars jako suchou planetu bez řek, oceánů či zřejmých známek života. Pozdějším vyhodnocením snímků se zjistilo, že povrch planety je pokryt krátery, naznačující nepřítomnost deskové tektoniky a výrazného počasí po dobu minimálně 4 miliard let. Sonda také zjistila, že Mars nemá významné magnetické pole, které by chránilo planetu před dopadajícím kosmickým zářením poškozujícím živé tkáně. Mimo fotografování Marsu byla sonda vybavena i na odhad atmosférického tlaku, který určila v rozmezí 4 až 7 milibarů. Tyto hodnoty tlaku znamenaly potvrzení, že se na povrchu nemůže vyskytovat tekutá voda v dlouhodobém stavu. Po misi sondy Mariner 4 se změnila koncepce hledání života na Marsu. Výzkum se zaměřil na hledání potenciálního mikrobakteriálního života namísto vyšších organismů, pro které jsou podmínky na Marsu nejspíše nevyhovující.

### Experimenty sondy Viking

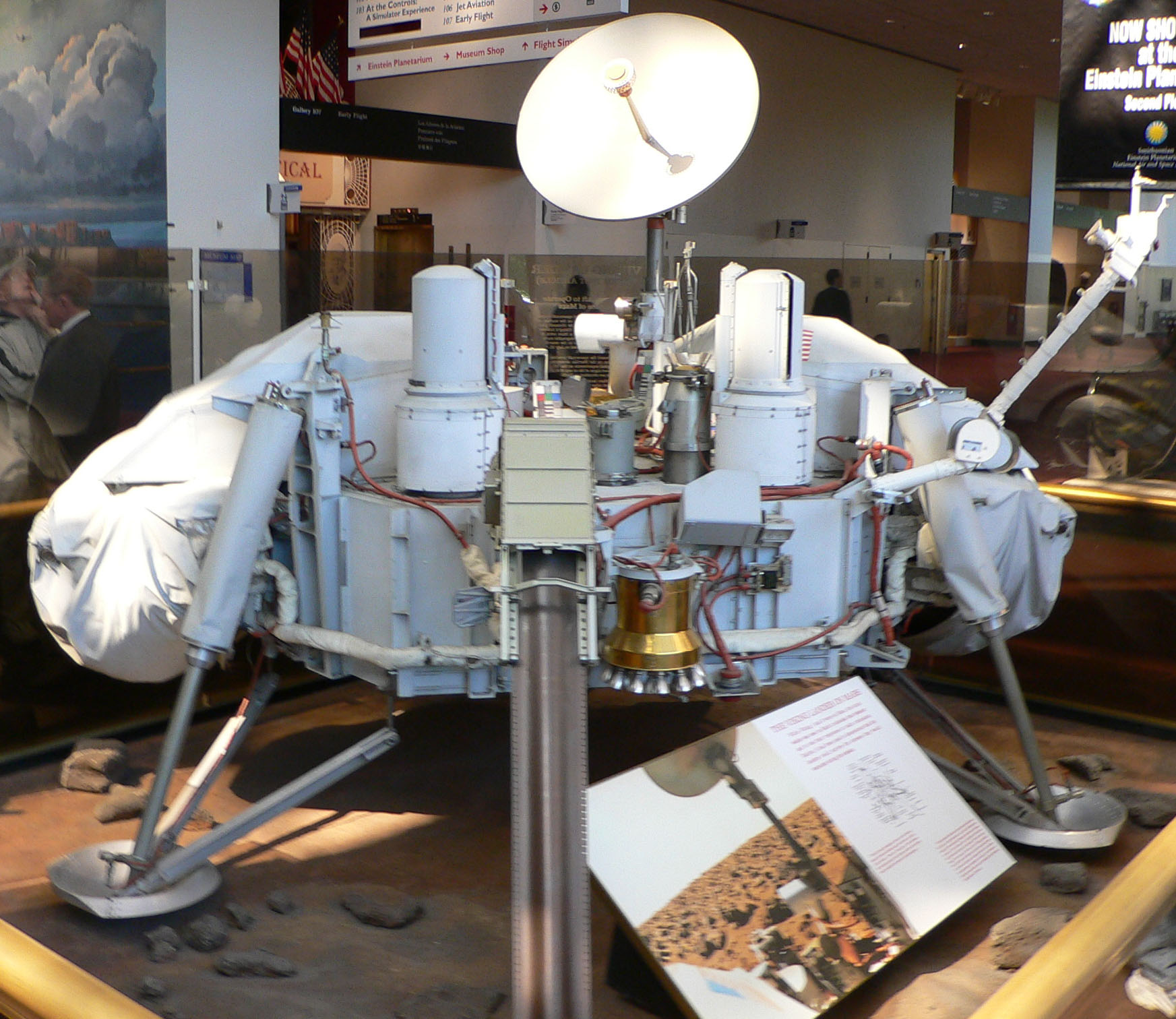
Přistávací modul sondy Viking, který využíval znalosti povrchu díky sondě Mariner 9

Hlavním cílem programu sond Viking v 70. letech 20. století bylo provést experimenty zaměřené na hledání mikroorganismů v marsovské půdě. Velkou obtíží při plánování této mise měla NASA s množstvím znalostí o horninovém složení povrchu, jelikož byla odkázána převážně pouze na data získané během mise sondy Mariner 4. Na základě tohoto stupně znalostí byly experimenty koncipovány pro hledání života obdobného tomu pozemskému. I když čtyři experimenty neproběhly, jeden experiment navrátil pozitivní data v nárůstu CO2. Následně byl výsledek tohoto experimenty mnohokrát diskutován mezi vědci, kteří se přeli o to, zdali se jedná o projev života a nebo o obyčejný jev způsobený chemickou reakcí oxidantu s Marsovskou půdou, která by přinesla stejné výsledky. Další připomínky poukazovaly na to, že množství potenciálních mikroorganismů by bylo natolik nízké, že by plynový chromatograf neměl šanci je detekovat.
Po 30 letech byly výsledky z experimentu vyhodnoceny znovu s ohlédnutím na pokrok v exobiologii a nových znalostí o extromilních organismech. Po přezkoumání se došlo k závěru, že vybavení sondy Viking nebylo na dostatečné technické úrovni, aby bylo možno tyto životní formy známé ze Země detekovat, či by je případná testovací procedura zabila. Nové představy o životě nyní kalkulují s tím, že místo zničení potenciálních organismů vysokým obsahem peroxidu vodíku a dalších oxidantů, jsou tyto látky základním kamenem chemických reakcí, které by organismy využívaly pro své přežití. Například peroxid vodíku může zastavit zmrznutí vody v buňce při teplotách až -50 °C, jako se děje v případě metabolismu pozemské bakterie Acetobacter peroxidans.
Objevují se i teorie, které se snaží vysvětlit nenalezení jasných známek života v okolí sondy tím, že případné bakterie v okolí sondy mohly zahubit unikající plyny z raketového motoru během přistávacího manévru sondy.

## Moderní hledání
Nová pozorování uskutečněná v 90. letech 20. století sondou Mars Global Surveyor potvrdila původní měření sond Mariner, že Mars nemá významné magnetické pole, které by bránilo povrch planety před vlivem kosmické radiace poškozující živé tkáně. Vědci současně předpokládají, že nepřítomnost magnetického pole umožnila slunečnímu větru odvát část atmosféry za miliardy let působení.

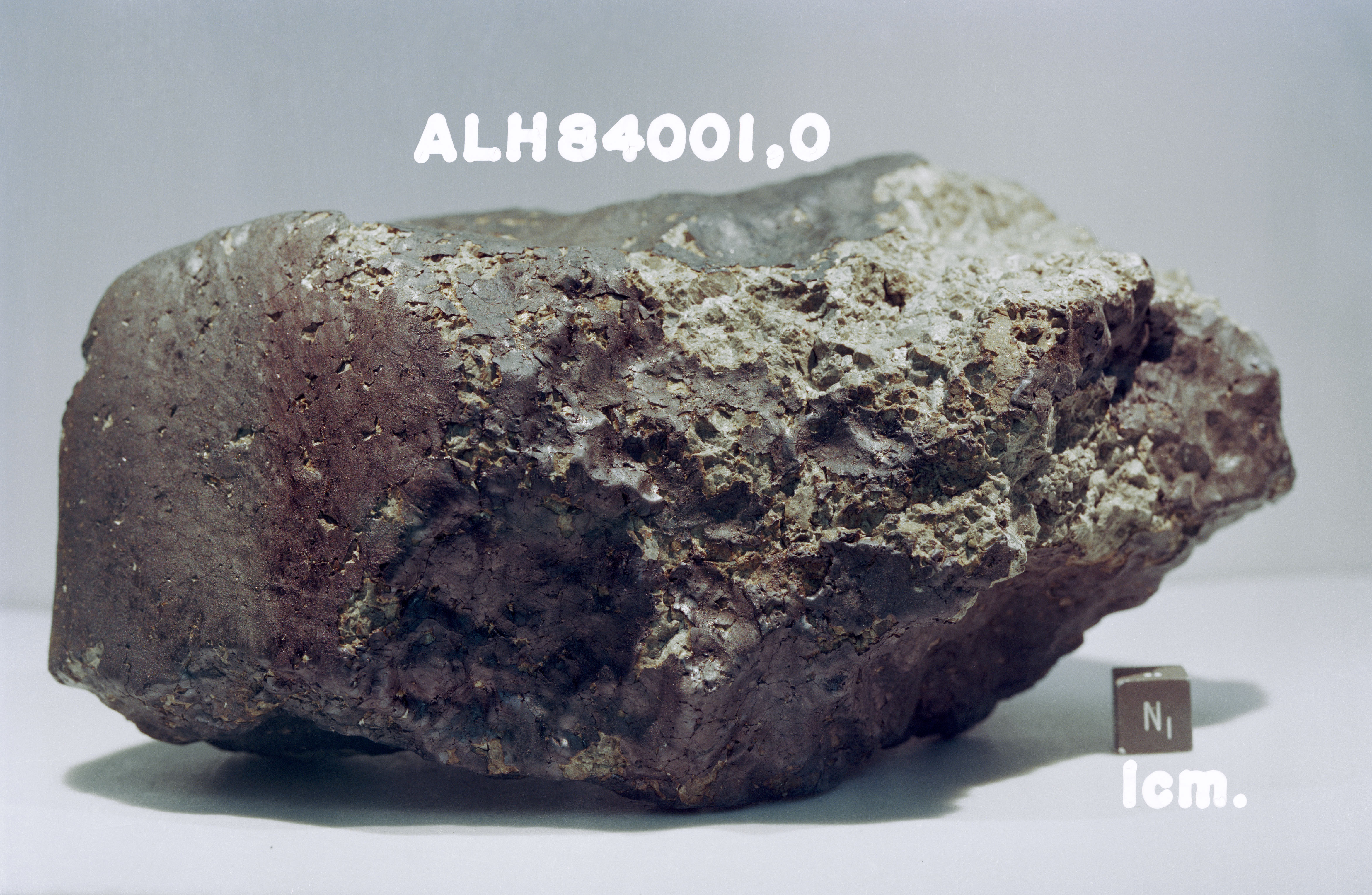
Fragment meteoritu ALH84001

### Meteority
Nebývalý rozruch zapříčinilo studium marsovského meteoritu ALH84001 nalezeného na Zemi,který dle některých skupin vědců obsahuje fosilizované pozůstatky činnosti mikroorganismů. Druhá část vědecké obce tyto nálezy interpretuje jako výsledek základních chemických procesů. Obě dvě teorie jsou neustále přetřásány a snahy o jednoznačné vyhodnocení zatím nepřinášejí jasné výsledky. Další marsovské meteority byly také prozkoumány jako například meteorit Nakhla s pozitivním nálezem, který nebyl později jasně potvrzen.

### Extrémofily
Dalším náznakem teoretického života jsou extrémně odolné organismy vyskytující se na Zemi na těch nejméně pravděpodobných místech, zvané extrémofily. Tyto organismy jsou schopné žít bez světla, přísunu kyslíku, v extrémně kyselém prostředí, či hluboko pod bodem mrazu za podmínek, které panují na povrchu Marsu či pod jeho povrchem. Některé satelitní snímky Marsu ukazují oblasti, které dle některých vědců ukazují přítomnost biologického života. Na těchto snímcích se nacházejí písečné duny v polárních oblastech, na kterých se pravidelně objevují a mizí tmavé skvrny.
Jako potenciální organismus schopný přežít podmínky na Marsu se uvádí archebakterie z třídy Haloarchaea, které jsou schopny žít pod bodem mrazu a za nízkého tlaku. Organismy potřebující k životu kapalnou vodu by nejspíše na planetě nemohly přežít.
Velké naděje se vkládají do bakterií, které by mohly být schopny přežít pod povrchem Marsu, kde by byly chráněny před dopadajícím kosmickým zářením a získávat kapalnou vodu ze zdejších rezervoárů. Objevit tyto potenciální organismy by však znamenalo prokopat se k vodním rezervoárům.

### Kapalná voda

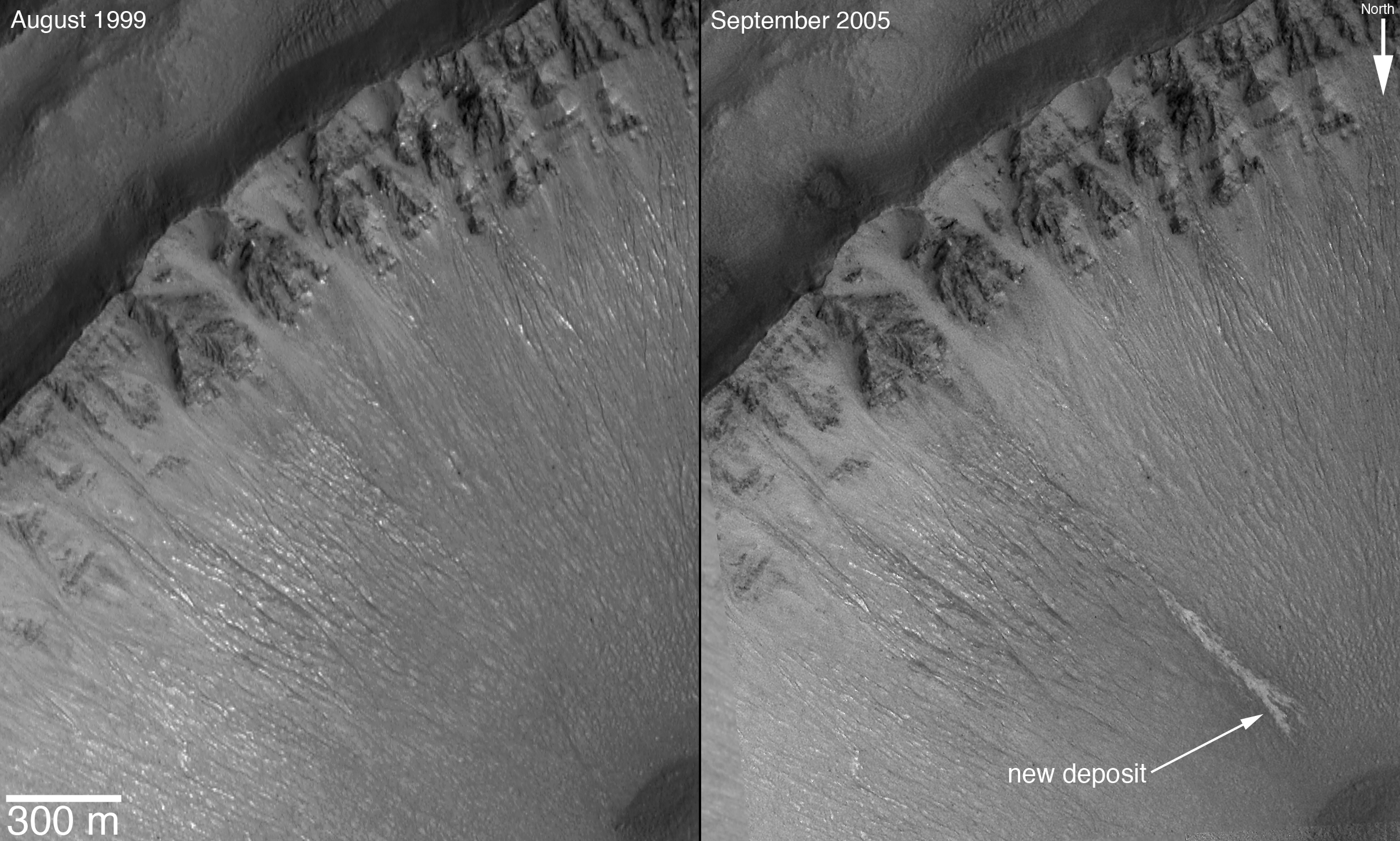
Tekoucí potok či sesuv hornin na stěně bezejmenného kráteru poblíž Centauri Montes
(Mars Global Surveyor)

Vyjma sondy Viking nedělala žádná pozdější sonda Mars testy na přímé známky života a výzkum se soustředil na hledání podmínek nutných (dle současných znalostí) ke vzniku a přežití života. Další vlna sond se tak zaměřila na hledání vody na planetě a to jak v současnosti tak i v daleké minulosti, kdy na povrchu nejspíše existoval oceán kapalné vody, řeky a jezera. Vědci objevili na povrchu hematit, který vzniká za přítomnosti vody, což se stalo jedním z důkazů, že na Marsu tekutá voda kdysi byla.
Aktuální podmínky na povrchu Marsu neumožňují existenci tekuté vody v delším časovém horizontu, a tak se většina vody nachází ve formě ledu, buď v polárních oblastech, permafrostu, anebo schována v podzemí ve formě aquifer. Po její existenci na povrchu zbyly jen pozůstatky ve formě zaoblených kamenů, koryt, řečišť, atd. Mars se zdá být v současné době suchým světem bez tekoucí vody. Tato představa platila do roku 2000, kdy americká sonda Mars Global Surveyor přinesla snímky, které ukázaly, že i v současnosti se zde mohla tekoucí voda nacházet, nebo nachází. Na pořízených fotografiích byla stěna kráteru poblíž hory Centauri Montes, na které se objevila nová vrstva sedimentů napovídající, že zde došlo ke krátkému výlevu tekuté vody a jejímu stékání po stěně kráteru. Převratný objev oživil spekulace o přeživším mimozemském životě.
Při pozdějším zkoumání této nové vrstvy spektrometrem CRISM sondy Mars Reconnaissance Orbiter však nebyly nalezeny stopy ledu ani minerálů obsahujících vodu. Vědci v NASA tedy předpokládají, že nová vrstva sedimentů odlišného zbarvení vznikla spíše než výlevem tekuté vody, sesutím suché horniny jiného stáří po příkrém svahu kráteru.
Pro existenci kapalné vody musí být splněny některé podmínky v podobě tlaku a teploty. Atmosférický tlak musí být vyšší než 610 Pa a teplota nad bodem mrazu (tedy nad 0,01 °C) dosahovat hodnot tzv. trojného bodu. Na povrchu Marsu se hodnoty tlaku pohybují právě okolo hodnoty 610 Pa či pod touto hranicí a teploty většinou hluboko pod bodem mrazu.

### Metan v atmosféře
V atmosféře Marsu byl objeven metan, který není schopen přetrvat v atmosféře déle než několik stovek let, což ukazuje, že se na planetě musí nacházet nějaký zdroj, který by jeho koncentraci doplňoval. Spekuluje se o dvou možných zdrojích, které jsou známé z pozemských podmínek – vulkanickou aktivitu a nebo produkci biologickými pochody v podobě extrémofilních organismů. Podobné organismy jsou známé i ze Země zpracovávající vodík a oxid uhličitý za vzniku právě metanu.
V březnu 2004 evropská sonda Mars Express potvrdila výskyt metanu v atmosféře, který byl dříve předpovězen na základě pozorování United Kingdom Infrared Telescope na Havaji a teleskopu Gemini South v Chile v roce 2003.
Existuje ale i geologické vysvětlení obsahu metanu v atmosféře, které je spojeno s přeměnou minerálu olivín na serpentin za přítomnosti tekuté vody někde pod povrchem, který by mohl uvolňovat dostatečné množství plynu do atmosféry.

### Formaldehyd
V únoru roku 2005 byl oznámen objev formaldehydu na základě měření planetárního fourierovského spektrometru na sondě Mars Express v mnohem větším množství, než se předpokládalo, což se použilo jako podpora teorie o mikrobiálním životu. Výsledky měření jsou ale stále předmětem mnoha vědeckých debat bez jasného výsledku. Část vědců zastává názor, že data ze spektrometru byla chybně interpretována.

### Amoniak
Amoniak v marsovské atmosféře je velice nestálý a je schopný setrvat pouze po dobu několika hodin, ale i přes tento rychlý rozklad amoniaku, byl tento plyn v atmosféře detekován. Vědci z NASA dokonce prohlásili „Nejsou známy žádné způsoby, jak by se mohl vyskytovat amoniak v atmosféře Marsu, která neobsahuje život“. Objevení čpavku se tak stává důležitým argumentem pro podporu hypotézy o současném životu na Marsu.
Na druhou stranu výsledky měření planetárního fourierovského spektrometru byly opětovně zpochybněny částí vědecké obce, která poukazuje na fakt, že spektrometr nemá dostatečné rozlišení pro schopnost rozlišit amoniak od oxidu uhličitého. Pro definitivní potvrzení či vyvrácení naměřených výsledků bude potřeba další výzkum a měření.

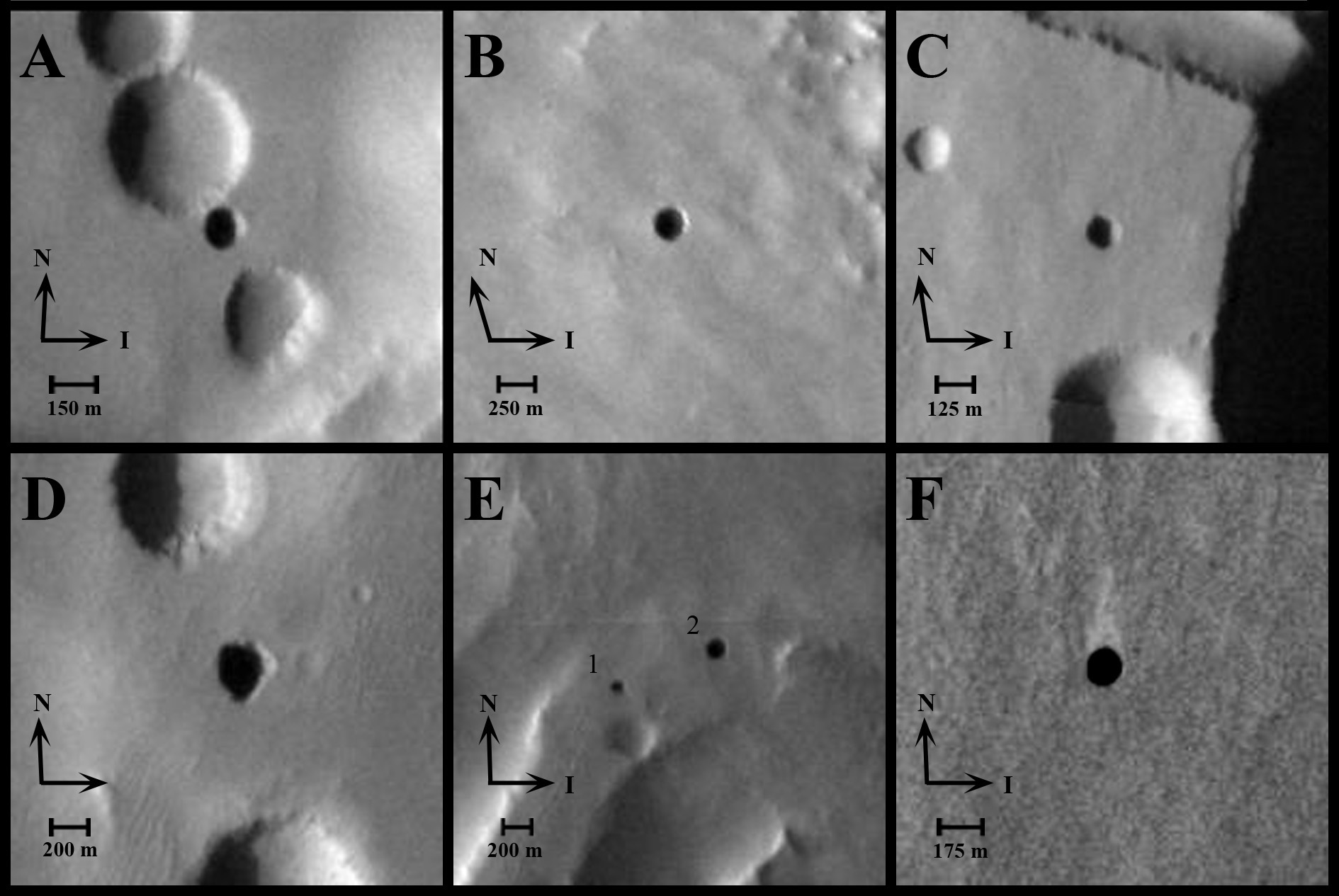
Marsovské jeskyně

### Jeskyně
V roce 2007 přinesla americká sonda Mars Odyssey důkazy, které nasvědčují, že se podařilo objevit vstupy do několika jeskyní o vchodové bráně 100 až 250 metrů. Oblasti byly měřeny pomocí infračervených paprsků, které určily teplotu. Z měření vyšlo, že se v noci oblasti okolo vchodů oteplují a ve dne ochlazují. Podobné chování je známo i z pozemských jeskyní. Objevení těchto podzemních oblastí dává šanci, že jednoduchý mikrobiální život mohl potenciálně na Marsu přežít (pokud zde někdy existoval).

## Hledání pokračuje

### Phoenix lander

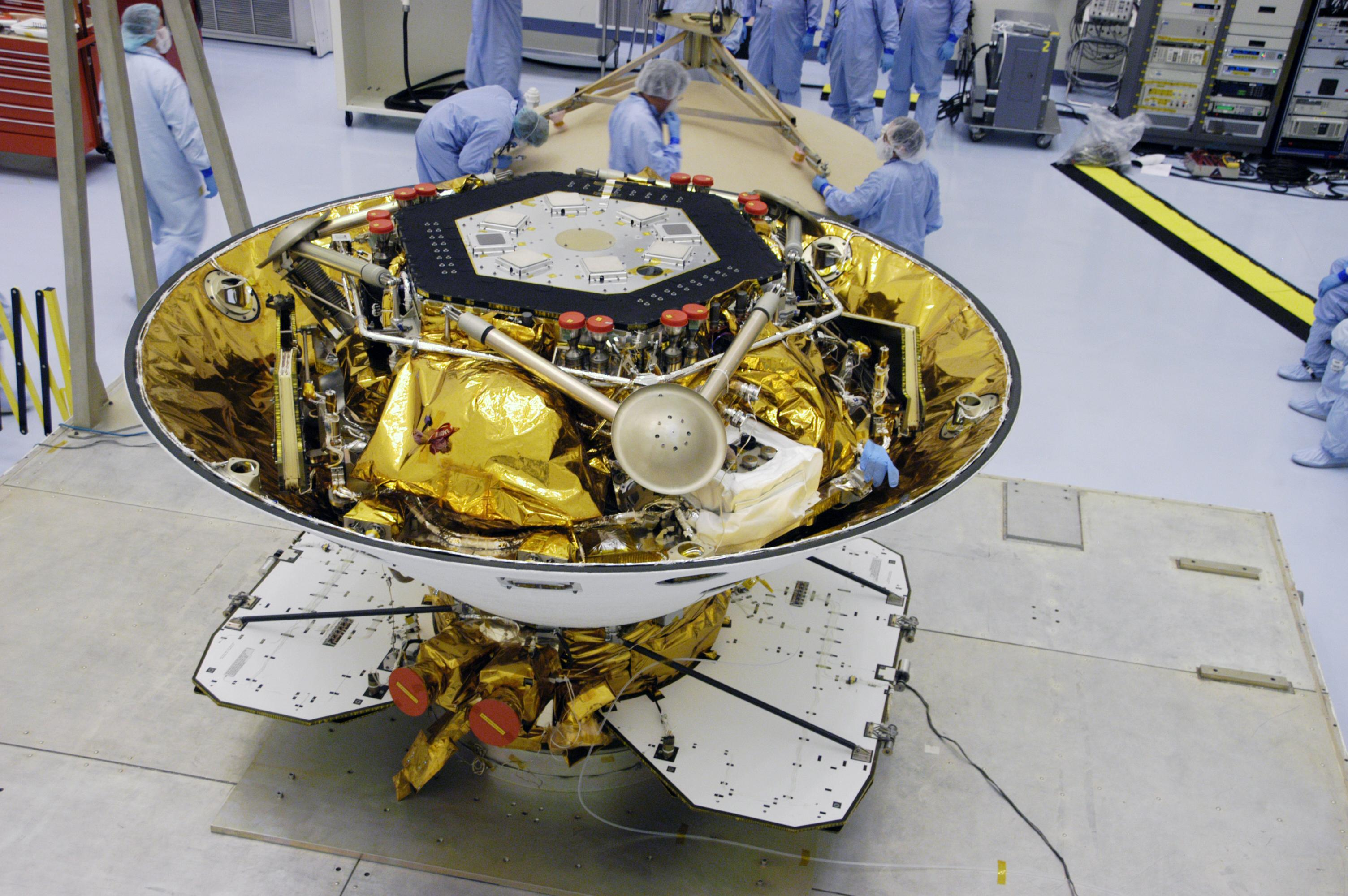
Sonda Phoenix s sejmutým tepelným štítem

V květnu roku 2008 přistála v severních polárních oblastech americká sonda Phoenix, která má v rámci jednoho úkolu prozkoumat potenciální „obyvatelnou zónu“ v Marsovské půdě, která by teoreticky mohla obsahovat mikrobiální život (další částí mise je výzkum geologické historie vody na planetě). Přistávací modul má okolí prozkoumávat 2,5 metrů dlouhou robotickou rukou vybavenou aparaturou schopnou odebírat vzorky až 0,5 metrů pod povrchem planety.
Sonda je současně vybavena moderním spektrometrem schopným detekovat organické sloučeniny v množství až 10 ppm a optickým mikroskopem. Prováděny budou i pokusy na výzkum chemického složení půdy a na obsah iontů v půdě. Oproti předchozím sondám jako Mars Pathfinder či Mars Exploration Rover, které dopadly na vzdušných polštářích, bude sonda přistávat obdobně jako sondy Viking pomocí raketového motoru, což zvyšuje obavy, že případné plyny vzniklé během přistání, by mohly zahubit potenciální organismy v místě přistání.

### Experimenty na Mezinárodní vesmírné stanici
Od roku 2014 probíhaly na Mezinárodní vesmírné stanici experimenty s houbami rodu Cryomyces. Tyto tzv. kryptoendolitické houby pocházející z antarktických Suchých údolí McMurdo – míst, která bývají označována za nejsušší místo na zeměkouli. Na vesmírné stanici byly po dobu 18 měsíců vystaveny stejné atmosféře i silnému ultrafialovému záření, s jakým by se střetly na povrchu Marsu. Na konci testu přežilo 60 % všech houbových buněk a každá desátá buňka byla schopna se množit a vytvářet nové kolonie.

### Další budoucí mise
Na rok 2016 je plánované vyslání sondy Astrobiology Field Laboratory, která by měla pomoci hledat odpovědi, jestli na Marsu život existoval, existuje a nebo jestli nikdy nevznikl.

## Kolonizace
Lidská kolonizace Marsu je cílem mnoha spekulací i seriózních studií, které se objevují po celou dobu výzkumu této planety. Povrchové podmínky a snadná dostupnost vody dělají z Marsu jednu z nejlépe obyvatelných planet sluneční soustavy. Proto bude pravděpodobně dalším cílem lidské expanze. Dle nejnovějších záměrů by se měl člověk na Mars vypravit kolem roku 2030 a od této doby zde začít budovat stálou základnu.
Mars vyžaduje méně energie na jednotku hmotnosti (Delta-v) k jeho dosažení ze Země než kterákoli jiná planeta s výjimkou Venuše. S využitím Hohmannovy oběžné dráhy trvá let k Marsu 6 až 7 měsíců, během kterých bude posádka vystavena stavu beztíže. Kratší doba je možná, ale spotřebuje se více paliva.
Otevřenou otázkou zůstává, zda lidstvo bude odsouzeno na Marsu žít v uzavřených základnách, kde se bude uměle udržovat atmosféra, anebo zda se podaří přeměnit povrch planety na obyvatelný pomocí teraformace.

## Terraformace

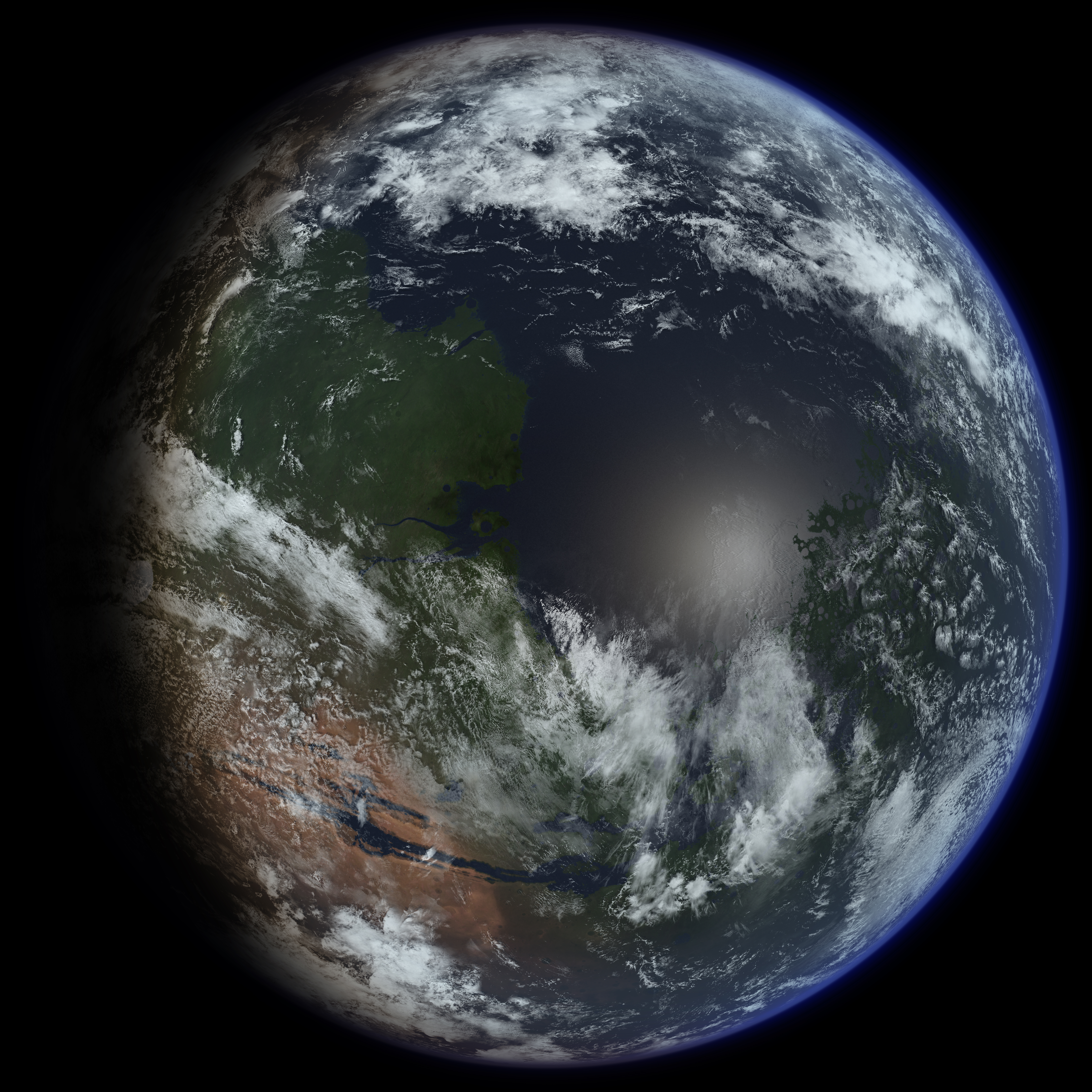
Umělecká představa jak by mohl vypadat teraformovaný Mars

Terraformace Marsu je hypotetický soubor procesů, které by měly umožnit člověku život na povrchu Marsu bez nutnosti používat ochranné prostředky před okolním prostředím. Jeho výsledkem by tak měl být vznik planety podobné Zemi. Proces, který by mohl teoreticky změnit celou planetu, by probíhal po desítky či stovky let od nejjednodušších organismů přes rostliny až po první živočichy.
Jelikož je Mars rozdílný a má menší gravitaci, podmínky nebudou nikdy zcela shodné s těmi pozemskými. V současnosti se jedná spíše o sci-fi myšlenku, jelikož neexistuje žádná dostupná technologie, která by tuto přeměnu zvládla, i když se již občas objevují nápady, jak povrch Marsu přeměnit.